# Литвин, Николай Нестерович
Николай Нестерович Литвин (род. 1960, Алма-Ата, Казахская ССР, СССР) — российский серийный убийца, совершивший 10 убийств, сопряжённых с изнасилованиями, девушек и женщин в период с мая по август 1999 года на территории города Прокопьевск. Почти все жертвы Литвина являлись проститутками, которые подвержены большой виктимности. В 2000 году по определению коллегии областного суда Литвин был признан невменяемым, и ему было назначено принудительное лечение в психиатрической клинике. Известен под прозвищем «Прокопьевский душитель». Следствие по делу Литвина продолжалось год, а его обстоятельства слабо освещались в СМИ, благодаря чему разоблачение Литвина не получило широкой огласки в России за пределами Кемеровской области.

## Биография

### Жизнь до убийств
О ранних годах жизни Николая Литвина известно крайне мало. Родился в 1960 году в Алма-Ате. Рос в социально неблагополучной обстановке. Отличался субтильным телосложением и невысоким ростом, благодаря чему в школьные годы подвергался нападкам со стороны других учеников и не пользовался популярностью в округе и среди женского пола. После окончания школы вел маргинальный образ жизни. В начале 1980-х Литвин был осужден за совершение изнасилования. Отбыв уголовное наказание, он покинул территорию Казахской ССР и переехал в Кемеровскую область. В конечном итоге Литвин остановился в городе Прокопьевск, где нашел работу на шахте «Коксовая», которая была расположена в центре города и являлась одной из старейших шахт Прокопьевско-Киселевского угольного района. На рабочем месте Литвин характеризовался положительно, вследствие чего ему вскоре была выделена комната от предприятия в одном из общежитий города. В 1994 году Литвин женился на девушке по имени Алёна, которая была в два раза его младше и страдала эпилепсией. В период с 1995 по 1999 год жена родила Литвину 3 дочерей.

### Убийства
Серия убийств началась в мае 1999 года. Во время совершения убийств Николай Литвин продемонстрировал выраженный ему образ действия. Его жертвами становились молодые девушки, некоторые из которых были замечены в занятии проституцией. В позднее время суток Литвин знакомился с ними на улицах Прокопьевска, после чего заманивал их на территорию городских парков и лесных массивов, где совершал на них нападения, в ходе которых подвергал изнасилованию, после чего убивал путем удушения. В качестве орудия убийства Литвин использовал колготки жертв.  Убийства совершались Николаем Литвиным с периодичностью в 10-12 дней. Поиском преступника занимались сотрудники Следственного комитета Российской Федерации по Кемеровской области, которые взяли под наблюдение парки и лесополосы города, а также на основании показаний ряда свидетелей составили фоторобот Литвина.

### Арест, следствие и суд
В августе 1999 года Литвин был задержан на улице Прокопьевска по подозрению в совершении нападения на девушку. Жертва нападения утверждала, что в начале августа Николай Литвин совершил на нее неудачное нападение, в ходе которого ей удалось сбежать. Девушка его узнала и зашла в один магазинов, где позвонила в милицию. Следователь Владимир Бобровский впоследствии утверждал, что Литвин сразу после задержания стал активно сотрудничать со следствием и признался в совершении 10 убийств, 2 из которых правоохранительным органам не были известны. Однако вина Литвина не подвергалась сомнению после того, как он будучи под конвоем был доставлен на места совершения убийств, где показал места захоронений своих жертв. Мотивом совершения убийств, согласно признательным показаниям Литвина, стала личная неприязнь по отношению к проституткам, однако его показания были подвергнуты сомнению, так как несколько его жертв не были замечены в занятии проституцией. Так, одной из его жертв стала беременная женщина, уже имевшая маленького ребенка. В конце 1999 года психическое состояние Литвина резко ухудшилось. Он начал демонстрировать признаки ипохондрии и клинического бреда. По словам Владимира Бобровского, на допросах Литвин весьма подробно описывал все свои мысли и действия непосредственно перед совершением убийств, точно указывал ряд деталей, такие как цвет волос жертвы или предметы на местности совершения убийств, которые он называл в качестве ориентиров, однако сам процесс совершения убийств не смог воспроизвести ни разу, вследствие чего вменяемость Литвина была подвергнута сомнению, и он был направлен в психиатрическую клинику для проведения судебно-психиатрической экспертизы. Судебные психиатры Кемеровской областной психиатрической больницы не смогли вынести единогласный вердикт, после чего Литвин был этапирован в «Государственный национальный центр социальной и судебной психиатрии имени Сербского» на территории Москвы, где на протяжении последующих нескольких месяцев с ними работали специалисты, которые позже пришли к выводу, что Литвин в момент совершения преступлений не мог осознавать характер и общественную опасность своих действий. На основании этого в конце 2000 года по определению коллегии Кемеровского областного суда Николай Литвин был признан невменяемым, освобождён от уголовной ответственности и направлен на принудительное лечение в психиатрическую клинику с интенсивным наблюдением.